# غاري بويد
غاري بويد (بالإنجليزية: Gary Boyd)‏ هو لاعب كرة قاعدة أمريكي، ولد في 22 أغسطس 1946 في ستايتسبورو في الولايات المتحدة.

## وصلات خارجية
- غاري بويد على موقعبيزبول رفرنس.كوم (الدوري الرئيسي) (الإنجليزية)
- غاري بويد على موقعبيزبول رفرنس.كوم (الدوري الثانوي) (الإنجليزية)
- غاري بويد على موقع مشجعي الرسوم البيانية (الإنجليزية)